# Саве-Шемшаки, Пурия
Пурия Саве-Шемшаки (перс. پوريا ساوه شمشكي‎; 30 апреля 1987, Тегеран) — иранский горнолыжник, участник Олимпийских игр 2010 года.
Его брат, Хусейн Саве-Шемшаки, также занимается горнолыжным спортом и выступал на Олимпийских играх в Ванкувере и в Сочи.

## Биография
В спортивной программе на Олимпийских играх в Ванкувере Пурия выступал в слаломе (не финишировал) и гигантском слаломе (2:57,70; 60 место).